# Бланжи ле Шато
Бланжи ле Шато (фр. Blangy-le-Château) насеље је и општина у северној Француској у региону Доња Нормандија, у департману Калвадос која припада префектури Лисје.
По подацима из 2011. године у општини је живело 688 становника, а густина насељености је износила 64,78 становника/km². Општина се простире на површини од 10,62 km². Налази се на средњој надморској висини од 78 метара (максималној 162 m, а минималној 38 m).

## Демографија
| 1962. | 1968. | 1975. | 1982. | 1990. | 1999. | 2011. |
| ----- | ----- | ----- | ----- | ----- | ----- | ----- |
| 524   | 532   | 585   | 612   | 618   | 627   | 688   |

График промене броја становника у току последњих година